# 16669 Rionuevo
16669 Rionuevo (1993 XK3) là một tiểu hành tinh vành đai chính bên trong được phát hiện ngày 8 tháng 12 năm 1993 bởi C. S. Shoemaker và D. H. Levy ở Palomar.